# 大腦伯蒂
《大脑伯蒂》（中国大陆又译作）是约瑟夫·凯特为1950年多伦多加拿大国家展览会制作的早期电脑游戏，这是早期电子游戏史最初的游戏之一。展会出席者可用四米高的电脑，和人工智能对弈井字棋。玩家用九宫布局的背光键盘走子，同时大屏幕上显示当前的棋局。机器可设难度等级。羅傑斯雄偉公司在两周展览后将其拆除，机器随好奇心过后被基本遗忘。
游戏是凯特展示其加法管（一种微型真空管）的工具。加法管限于专利，除遊戲外再无实际应用；待专利不再为问题时，电脑已改用更先进的晶体管开发。《大脑伯蒂》或为最早运用视觉效果的游戏，可按某些定义称为最早的电子游戏。机器仅比阴极射线管娱乐装置（1947年造，已知最早的电子显示互动电动游戏）晚3年面世。游戏屏幕由电灯而非即时可视化屏幕显示，这种几无变化图形，不满足部分电子游戏的定义。

## 玩法
《大脑伯蒂》是一款井字棋游戏，玩家在斜竖起的九宫布局键盘行棋。机器的垂直大屏幕和键盘板上会同时显示局面，棋格会相应亮起X或O型的灯。机器会短暂思考后行棋。棋盘右方有一对交替亮起的指示标志，一组显示“Electronic Brain”（电脑）和X，一组显示“Human Brain”（人脑）和O；轮到玩家走棋时后者会亮起，玩家取胜的同时还会亮起“Win”。《大脑伯蒂》有多种难度设定。电脑基本可以立刻做出回应，最高难度下玩家极难取胜。

## 历史
《大脑伯蒂》是井字棋电脑游戏，由约瑟夫·凯特为1950年加拿大国家展览会制作。凯特在二战期间，为羅傑斯雄偉公司设计并制作过雷达管。战后他在多伦多大学计算机中心读研究生，同时继续在羅傑斯雄偉公司就职。期间他参与建立了多伦多大学电子计算机（UTEC）——全球最早的工作计算机之一。他还设计了微型真空管“加法管”（additron tube），该管于1951年3月20日在无线电电子设备制造商协会注册，编号6047。
在真空管获得专利后，羅傑斯雄偉公司让凯特制作一台设备，向该管的潜在买主展示。凯特在公司工程师的协助下，以该技术制造了专用电脑。这台四米高的大型金属电脑只能游玩井字棋，于1950年8月25日至9月9日在加拿大国家展览会间，在技术大楼装配展出。
这台加法管电脑名为“大脑伯蒂”（Bertie the Brain），副标题为“羅傑斯雄偉公司的电子奇迹”（The Electronic Wonder by Rogers Majestic），在两周的展出中收获成功，与会者排队游玩机器。凯特尽量留在机器旁，为成人和儿童调整难度。《生活》杂志为（数度尝试后）取胜的喜剧演员丹尼·凯耶拍了照。

## 影响

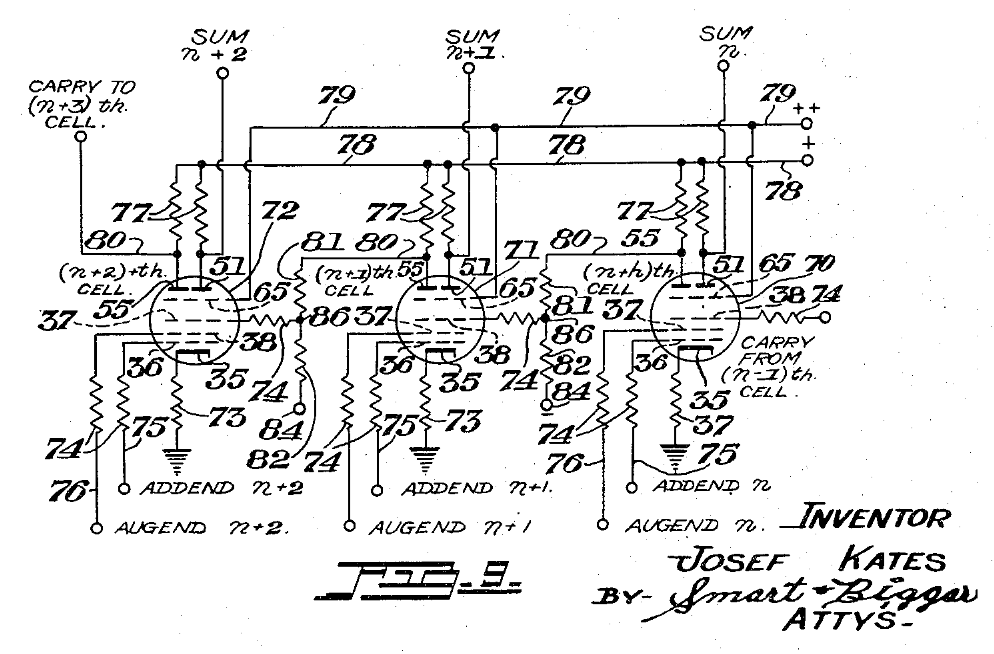
加法管申请美国专利申请时的电路图

電腦在展后拆除，作为新奇品而被“基本遗忘”。凯特自称当时还有诸多项目，机器虽重要却无暇保存。其虽为最早可实现的电脑游戏——之前只有理论上的棋类程序——且经《生活》杂志专题报道，但最后仍基本遭遗忘，甚至电子游戏历史书籍亦如此。電腦主要用途为加法管宣传，但因该技术的成品应用只有游戏，故未能实现。在羅傑斯雄偉公司要凯特为展览开发工作模型时，他已耗时一年开发了多个版本的加法管，多伦多大学还认为开发进度过慢，想将之并入UTEC。
虽有公司向凯特和羅傑斯雄偉公司表示，他们对加法管有兴趣，但他、公司和多伦多大学都受专利限制——该管在1955年前不得在加拿大外使用，而美国专利在申请6年后，到1957年3月才批准。而那时更先进的电子管已经崛起，真空管的研发和应用大幅衰退，這类机器无力再兴。凯特在加拿大工程领域成就卓越，但无意于真空管和电脑游戏。
《大脑伯蒂》仅晚于阴极射线管娱乐装置——1947年发明，已知最早的电子显示互动电动游戏——三年面世；此外当时虽有阿兰·图灵的研究计算机，或迪特里希·普林茨在曼彻斯特大学费朗·蒂马克1上的象棋程序，但这些都是非视觉游戏，《大脑伯蒂》是最早运用视觉效果的电脑游戏。《大脑伯蒂》在某些定义中是最早的电子游戏。按不同的定义，先前的阴极射线管娱乐装置为纯模拟电子游戏，而《大脑伯蒂》是无电子屏幕却运行于计算机上。是造于1951年的另一专用电脑游戏；克里斯托弗·斯特雷奇在1952年编写的井字棋游戏《OXO》和国际跳棋软件程序，是最早以电子屏幕而非电灯显示的电脑游戏。

## 備註
1. ↑  译名取自虎嗅网[1]与《電玩遊戲進化史【圖解漫畫版】》[2]。